# Trouwzaal

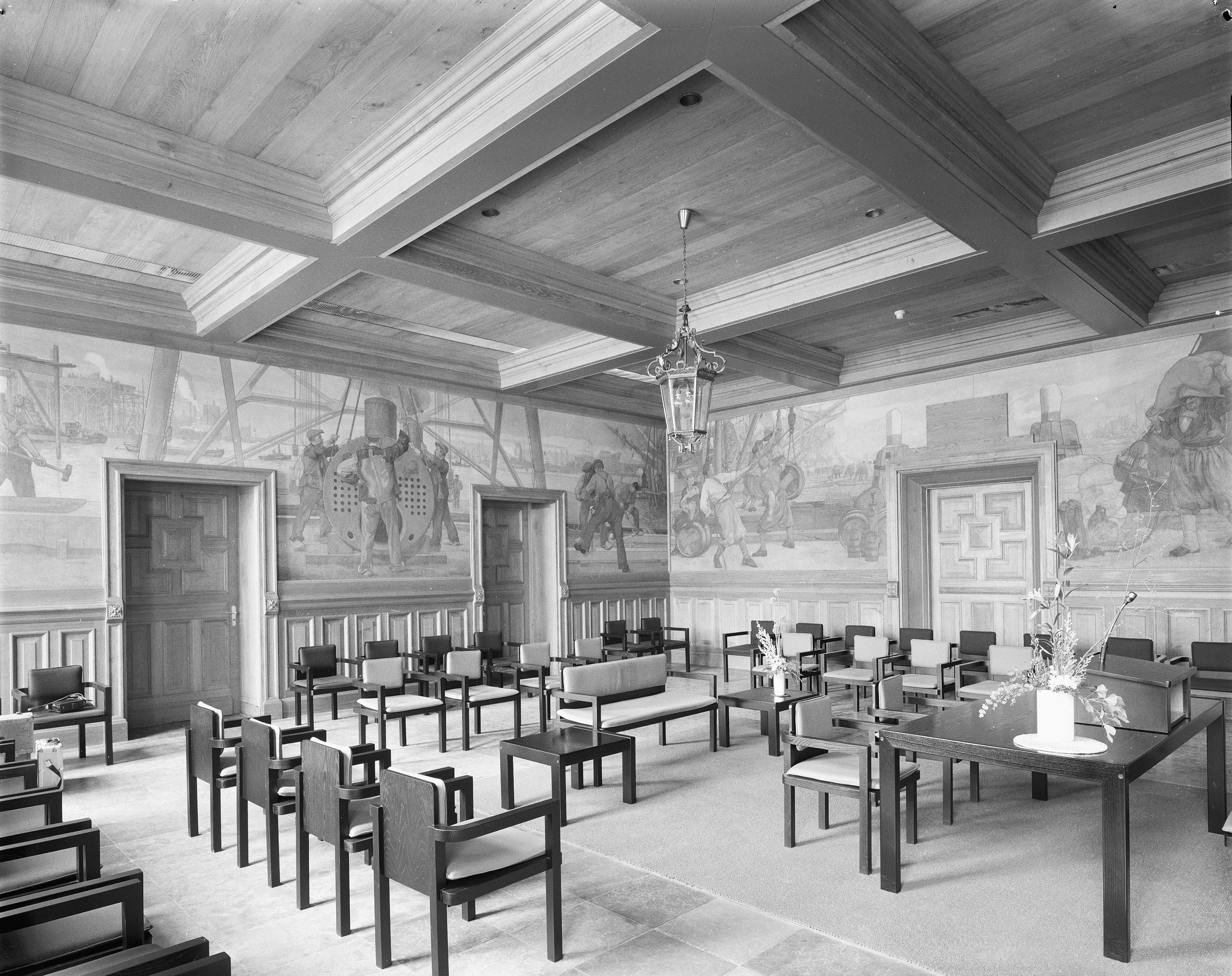
Trouwzaal in Dordrecht.

Een trouwzaal is zowel in Nederland als België een zaal waarin het burgerlijk huwelijk wordt voltrokken. Lange tijd was dit altijd een zaal in het gemeentehuis. 
Sinds de huwelijksvoltrekking niet meer in de woonplaats van een van de huwenden hoeft plaats te hebben, worden echter op steeds meer locaties trouwzalen ingericht, niet uitsluitend in gemeentehuizen maar ook in andere markante gebouwen zoals watertorens (bijvoorbeeld de later bijgebouwde trouwzaal aan de watertoren van Barendrecht) of vestingen (bijvoorbeeld in de Joan Vandenhouttezaal in het Gravensteen in Gent).
In België is er echter wel een beperking, namelijk dat een gemeente buiten de raadszaal slechts één andere officiële trouwzaal mag gebruiken om burgerlijke huwelijken in te voltrekken.